# Сади (передмістя Теребовлі)
Сади — східне передмістя міста Теребовля. Займають східну частину Теребовлі. Розміщені на Садівській горі. Місцевість горбиста, порізана ярами, балками, покрита фруктовими садками. Саме завдяки останній ознаці виникла і назва «Сади». Це передмістя дуже велике, за розмірами майже як половина міста. 

За радянської влади (приблизно до межі 1950их і 1960их років) Сади були окремим селом, мали свою сільраду. 2 червня 1965 року село приєднали до Теребовлі в рамках процесу розширення меж міста. Трохи раніше відбулося відбувся аналогічний процес з селом Боричівка. 

## Історія

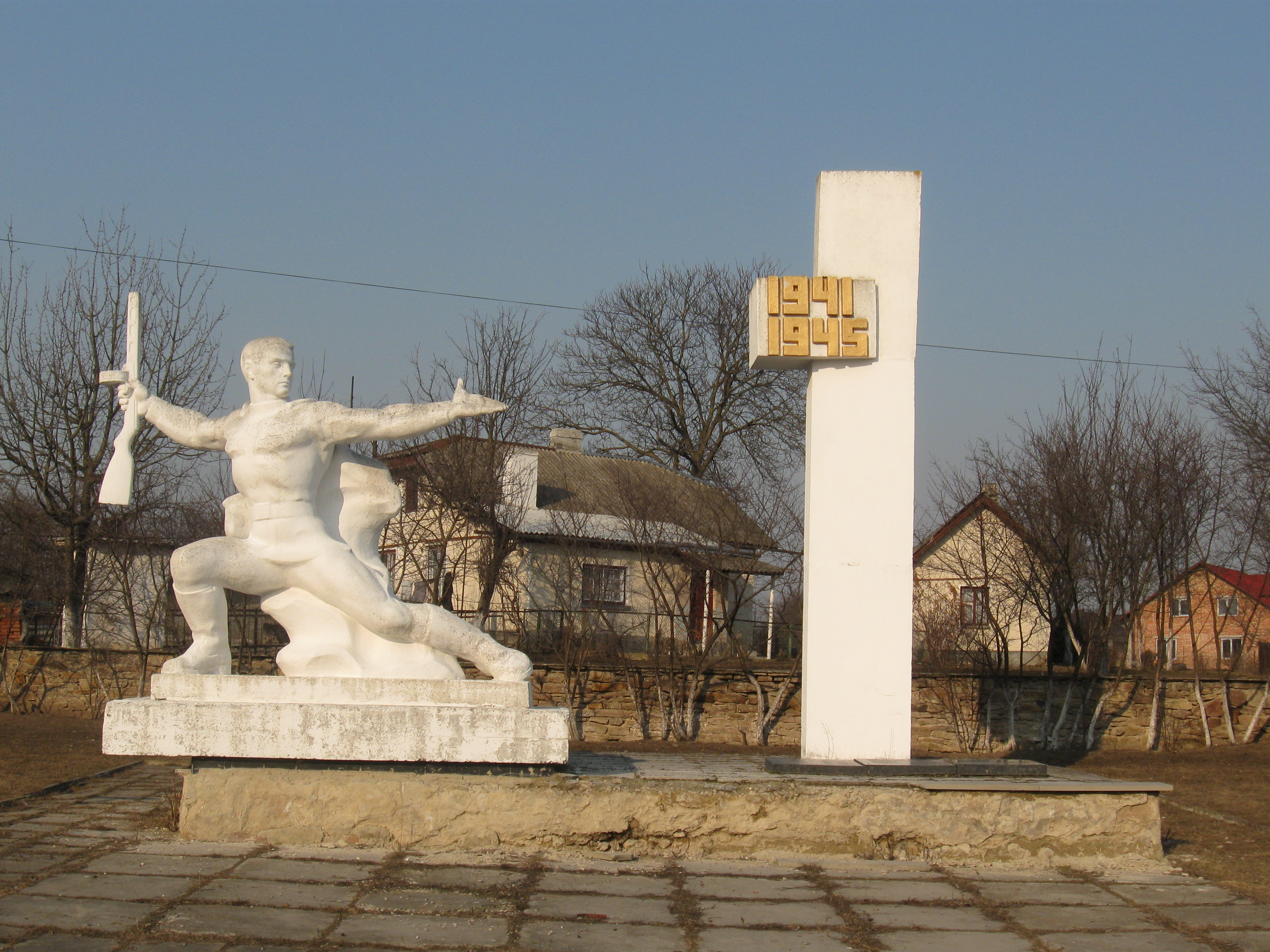
Пам'ятник полеглим у Великій Вітчизняній війні

В Садах є три основні вулиці. Перша — Тараса Шевченка, але колись називалась Скалатською (дорога на Скалат). В міжвоєнний період, тобто коли Західна Україна входила до складу Другої Речі Посполитої, частина цієї вулиці вже називалася на честь Шевченка. Вона розпочиналася лише за залізничним переїздом і вже в садах закінчувалася, переходячи в Скалатську. Тепер ця вулиця є частиною асфальтованої траси. Паралельно до неї проходить друга вулиця — Глещавецька. Ця вулиця встановлює межу між Садами і Волицею (теж частина Теребовлі, яка колись була окремим селом). Назва вулиці напевно походить від її напрямку — в сторону села Глещава. Третя — вулиця Миру (колись Зелена).
Радянською владою була проведена колективізація і створений колгосп імені Сталіна. 1961 року його об'єднали з колгоспом «Сталінський шлях» (село Боричівка) і створили радгосп «Сади».
Поблизу садівської школи розміщений пам'ятник полеглим односельчанам у роки Німецько-радянській війні.
В 2000х роках садівська громада УГКЦ завершила будівництво власного храму. До цього жителі села відвідували церкву св. Миколая у Теребовлі.

## Населення

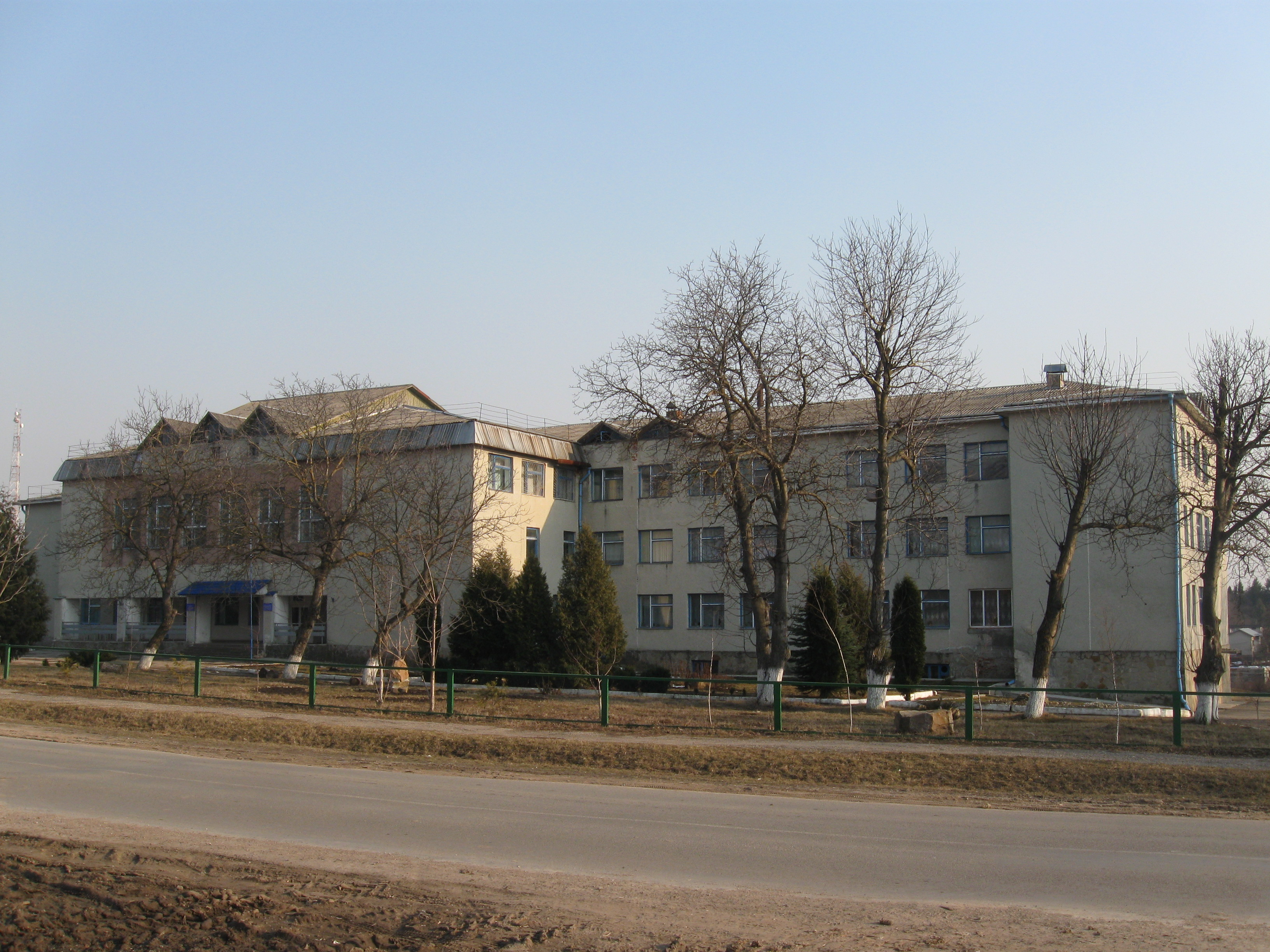
Садівська школа (Теребовлянська ЗОШ №3)

Більшість населення Садів — українці. До 1944 року були і поляки, проте вони їх вивезли до Польщі. Натомість в Сади були заселені українці з Лемківщини та Надсяння.

## Місцеві топоніми
Грабина — назва походить від маленької ділянки грабового лісу, яку називають Стінка.
Потоки — розташовані в нижній частині Садів, порізані ярами, в яких течуть потічки, притоки потоку Королюха (притока Гнізни).
Королюха — була частиною королівських земель. Простягається від Теребовлянського цвинтару до Садівської школи (Теребовлянська загальноосвітня школа № 3).
Центральна частина — найбільша за розміром, розташована на верху Садівської гори.
Загаї — новобудована частина Садів, «за гаями» на межі поселення.